# Xylotrechus quercus
Xylotrechus quercus är en skalbaggsart som beskrevs av Schaeffer 1905. Xylotrechus quercus ingår i släktet Xylotrechus och familjen långhorningar. Inga underarter finns listade i Catalogue of Life.